# Edward Whelan
Edward Whelan (ur. ok. 1824, zm. 10 grudnia 1867) – kanadyjski dziennikarz i polityk liberalny drugiej połowy XIX wieku związany z prowincją Wyspa Księcia Edwarda. Był uczestnikiem konferencji w Charlottetown i Quebecu. Zaliczany jest do grona Ojców Konfederacji, której był zwolennikiem.
Urodził się w Irlandii. Dokładna data urodzin pozostaje nieznana, tak jak jego wczesna biografia. Wiadomo, że w 1831 po śmierci ojca wyemigrował wraz z matką do Nowej Szkocji. Rozpoczął tam naukę w szkole średniej, jednocześnie terminując w drukarni należącej do Josepha Howe, który wywarł znaczny wpływ na młodego Edwarda. W wieku osiemnastu lat usamodzielnił się, rozpoczynając publikowanie katolickiego pisma Register. Był utalentowanym mówcą. W 1843 przeniósł się do Charlottetown na Wyspie Księcia Edwarda, gdzie kontynuował swoją pracę wydawniczą w nowym, własnym piśmie Palladium. Dał się wtedy poznać jako liberał reformista.
Polityczna kariera Whelana rozpoczęła się w 1846 wraz z wyborem do zgromadzenia legislacyjnego. Od tego momentu dzielił on swą pracę wydawniczą z karierą polityka. Popierał reformatorów dążących do rozwiązania problemu nieobecnych ziem (zobacz Historia Wyspy Księcia Edwarda), a następnie wprowadzenia rządu przedstawicielskiego. Gdy ostatecznie odpowiedzialny rząd został utworzony w 1851, Whelan w partyjnej hierarchii ustępował jedynie Goerge Colesowi. W wieku 27 lat został członkiem rady koronnej, obejmując ważną funkcję "królewskiego drukarza", czyli osoby odpowiedzialnej za wydawanie Gazety Królewskiej (Royal Gazzette) – organu rządu prowincjonalnego.
Whelan był zwolennikiem politycznego rozwiązania problemu nieobecnych posiadaczy, choć nie popierał Ligi Dzierżawców. Został zwolennikiem przystąpienia Wyspy do Konfederacji Kanady sądząc, że uniezależnienie się od Wielkiej Brytanii pomoże w rozwiązaniu palącego problemu wyspiarskiej polityki wewnętrznej. Ze względu na mocne na Wyspie sentymenty antykonfederacyjne, Whelan utracił swój mandat deputowanego w wyborach z 1867. Kryzys nerwowy w tych ciężkich dla niego dniach spotęgował choroby i doprowadził do jego przedwczesnej śmierci tego samego roku.